# قل رومزی
قل رومزی، روستایی از توابع بخش مرکزی شهرستان شوشتر در استان خوزستان ایران است.

## جمعیت
این روستا در دهستان میان‌آب (شوشتر) شمالی قرار دارد و براساس سرشماری مرکز آمار ایران در سال ۱۳۸۵، جمعیت آن ۵۲۸نفر (۱۰۰خانوار) بوده‌است.

## مردم
مردم روستا از ایل شیرالی لیراوی کوه می باشند.